# Sidi Bouzid Arragragui
Sidi Bouzid Arragragui (àrab: سيدي بوزيد الركراكي, Sīdī Būzīd ar-Ragrāgī; amazic: ⵙⵉⴷⵉ ⴱⵓⵣⵉⴷ ⴰⵔⴳⵔⴰⴳⵉ) és una comuna rural de la província de Chichaoua, a la regió de Marràqueix-Safi, al Marroc. Segons el cens de 2014 tenia una població total de 8.971 persones.